# Prądzyński

Prądzyński

Prądzyński I a

Prądzyński (Prondzinski, Prondzynski, Aubracht-Prądzyński, Aubracht, Aubrecht, Księżyc odmienny) – kaszubski herb szlachecki, według Przemysława Pragerta odmiana herbu Księżyc.

## Opis herbu
Herb znany w przynajmniej dwóch wariantach. Opisy z wykorzystaniem zasad blazonowania, zaproponowanych przez Alfreda Znamierowskiego:
Prądzyński I (Prondzinski, Prondzynski, Aubracht-Prądzyński, Aubracht I, Aubrecht, Księżyc odmienny): W polu błękitnym półksiężyc złoty nad którym trzy takież gwiazdy (2 i 1). Klejnot: nad hełmem w koronie trzy pióra strusie, złote między błękitnymi. Labry błękitne, podbite złotem.
Prądzyński Ia (Prondzinski, Prondzynski, Aubracht-Prądzyński, Aubracht I odmienny, Aubrecht, Księżyc odmienny): W polu błękitnym półksiężyc srebrny nad którym trzy gwiazdy złote w pas. Klejnot: nad hełmem w koronie pięć piór strusich, srebrne między błękitnymi. Labry błękitne, podbite srebrem.

## Najwcześniejsze wzmianki
Wariant I znany jest źródłom polskojęzycznym, wymienia go Juliusz Karol Ostrowski (Księga herbowa rodów polskich). Ponadto wymieniany też przez Nowego Siebmachera oraz Żernickiego (Der polnische Adel). Wariant Ia pojawił się w Siebmacherze

## Rodzina Prądzyńskich
Popularne nazwisko szeroko rozrodzonej na Kaszubach rodziny z Prądzony. Protoplastami rodu byli być może Wawrzyniec i Filip z Prądzony, wzmiankowani w 1526. Pierwsza wzmianka o nazwisku pochodzi z 1552 (Andrzej, Wawrzyniec, Maciej, Paweł, Wojciech i Bartłomiej Prądzyńscy oraz Jan Pażątka, Paszk i Świętek Łąccy). Kolejne wzmianki z roku 1570 (Marcin Pażątka, Maciej Mądry, Piotr Prądzyński w Prądzonie, Maciej, Andrzej, dwóch Piotrów, Grzegorz Prądzyńscy w Łąkiem, Grzegorz, Piotr, Otto, Paweł Prądzieński w Brzeźnie Szlacheckim), 1614 (Jakub Prądzyński), 1643 (Andrzej Parzyński). Oprócz wymienionych wsi, w których rodzina miała działy, Prądzyńscy mieli także części we wsiach: Grabowo, Lipnica, Pietrzykowice, Żychce, Małe Chełmy, Żabno, Domachowo. Prądzyńscy używali szeregu przydomków: Aubracht (Abracht, Aubrecht, Olbrecht, Obracht, Wolbrecht), Depka (Depa), Filip, Jeż, Maczka, Mądry, Pażątka (Parzątka), Pluta (Pluto), Pupka, Pypka, Część z nich określała zapewne pojedyncze osoby, ale niektóre (Aubrecht, Depka, Pluta) utrzymywały się przez stulecia. Aubrechtowie biorą swój przydomek od imienia Olbracht, stanowią linię zapewne pierwotnie innego herbu i niespokrewnioną z innymi Prądzyńskimi, która przyjęła nazwisko odmiejscowe i herb. Plutowie mają pochodzić ze wsi Prądzonka, od której przyjęli nazwisko. Pluta, jako nazwisko pierwotne, może sugerować nieszlacheckie pochodzenie tej linii. Prądzyńscy posłowali na sejmy i pełnili pomniejsze urzędy w Pomorskiem.

## Herbowni
Prądzyński (Plondzinski, Prandzienski, Prądzienski, Prądziński, Prodzinski, Prondzinski, Prondziński, Prondzynski, Prondzyński, Prozinski) z przydomkiem Aubracht (Abracht, Aubrecht, Olbrecht, Obracht, Wolbrecht). Prądzyńscy-Aubrachtowie używali jeszcze innego herbu, Prądzyński III, będącego kompilacją herbów: pierwotnego Aubrachtów i właściwego Prądzyńskich.
Prądzyńscy z przydomkiem Pluto używali herbu Prądzyński II. Prądzyńskim z przydomkiem Pych prawdopodobnie błędnie przypisywano herb Zadora. Herby Prądzyńskich innych przydomków nie są znane.
Właściwym herbem Prądzyńskich z Kaszub jest Trzy Gwiazdy (vel Księżyc), niektóre gałęzie zaczęły natomiast używać z biegiem czasu jego różnych wariantów.
Istniała ponadto rodzina Prądzyńskich z Wielkopolski, herbu Grzymała, niemająca nic wspólnego z kaszubskim Prądzyńskimi. Herb ten przypisano błędnie w czasie legitymacji szlachectwa dwóm osiadłym na Mazowszu kaszubskim Prądzyńskim: Józefowi i Tomaszowi.